# Vladas Michelevičius
Vladislovas Michelevičius (* 8. Juni 1924 in Kačiūniškė, Wolost Raudondvaris, jetzt Rajongemeinde Kaunas; † 12. November 2008 in Kaunas) war ein litauischer Geistlicher, Weihbischof in Kaunas und Vilkaviškis der Römisch-katholischen Kirche in Litauen.

## Leben
Vladas Michelevičius verbrachte seine Kindheit im Dorf Čičinai der Wolost Jonava, Bezirk Kaunas. Hier kauften seine Eltern eine Ackerfläche und danach beschlossen sie, sich dort zu niederlassen. Er lernte in den Grundschulen Laikiškiai bei Kulva und Rimkai bei Jonava (jetzt Rajongemeinde Jonava). Von 1937 bis 1944 absolvierte Michelevičius das Jesuitengymnasium Kaunas in der damaligen litauischen Hauptstadt Kaunas. Vladas Michelevičius empfing die Priesterweihe am 31. Oktober 1948 für das Erzbistum Kaunas.
1986 wurde Michelevičius von Papst Johannes Paul II. zum Titularbischof von Thapsus ernannt und zum Weihbischof im Erzbistum Kaunas sowie im Bistum Vilkaviškis bestellt. Die Bischofsweihe spendete ihm Bischof Liudas Povilonis, Apostolischer Administrator in Vilkaviškis, am 7. Dezember 1986; Mitkonsekratoren waren der Administrator in Kaišiadorys und spätere Erzbischof von Kaunas, Vincentas Sladkevičius, und Antanas Vaičius, Bischof von Telšiai.
Von 1968 bis 1996 lehrte Michelevičius am Priesterseminar Kaunas, dessen Regens er von 1989 bis 1990 war.
1989 trat er vom Amt des Weihbischofs in Vilkaviškis zurück, blieb aber Weihbischof für Kaunas und wurde zum Generalvikar ernannt. Sein altersbedingtes Rücktrittsgesuch vom Amt des Weihbischofs in Kaunas nahm Johannes Paul II. 1999 an.